# Čudsko-pskovské jezero
Čudsko-pskovské jezero, nazývané také jezero Peipus (estonsky Peipsi-Pihkva järv, rusky Чудско-Псковское озеро) je jezero na hranici Estonska (kraje Ida-Viru, Jõgeva, Tartu a Põlva) a Pskovské oblasti v Rusku. Je pozůstatkem velké ledovcové vodní plochy. Jezero se skládá se ze tří propojených jezer — Čudského jezera na severu, Pskovského jezera na jihu, a obě tato jezera spojujícího Teplého jezera.
Čudsko-pskovské jezero má celkovou rozlohu 3555 km². Z toho největší část připadá na Čudské jezero (2610 km²), na Pskovské jezero pak 710 km² a nejmenší je Teplé jezero 235 km². Všechny tři části tvoří jednu vodní plochu, která leží v nadmořské výšce 30 m. Estonská část má rozlohu 1570 km² a ruská část 1985 km². V severojižním směru je jezero 143 km dlouhé a jeho maximální šířka je 50 km. Průměrná hloubka jezera je 8 m, maximální hloubka 15 m v jižní části.

## Pobřeží

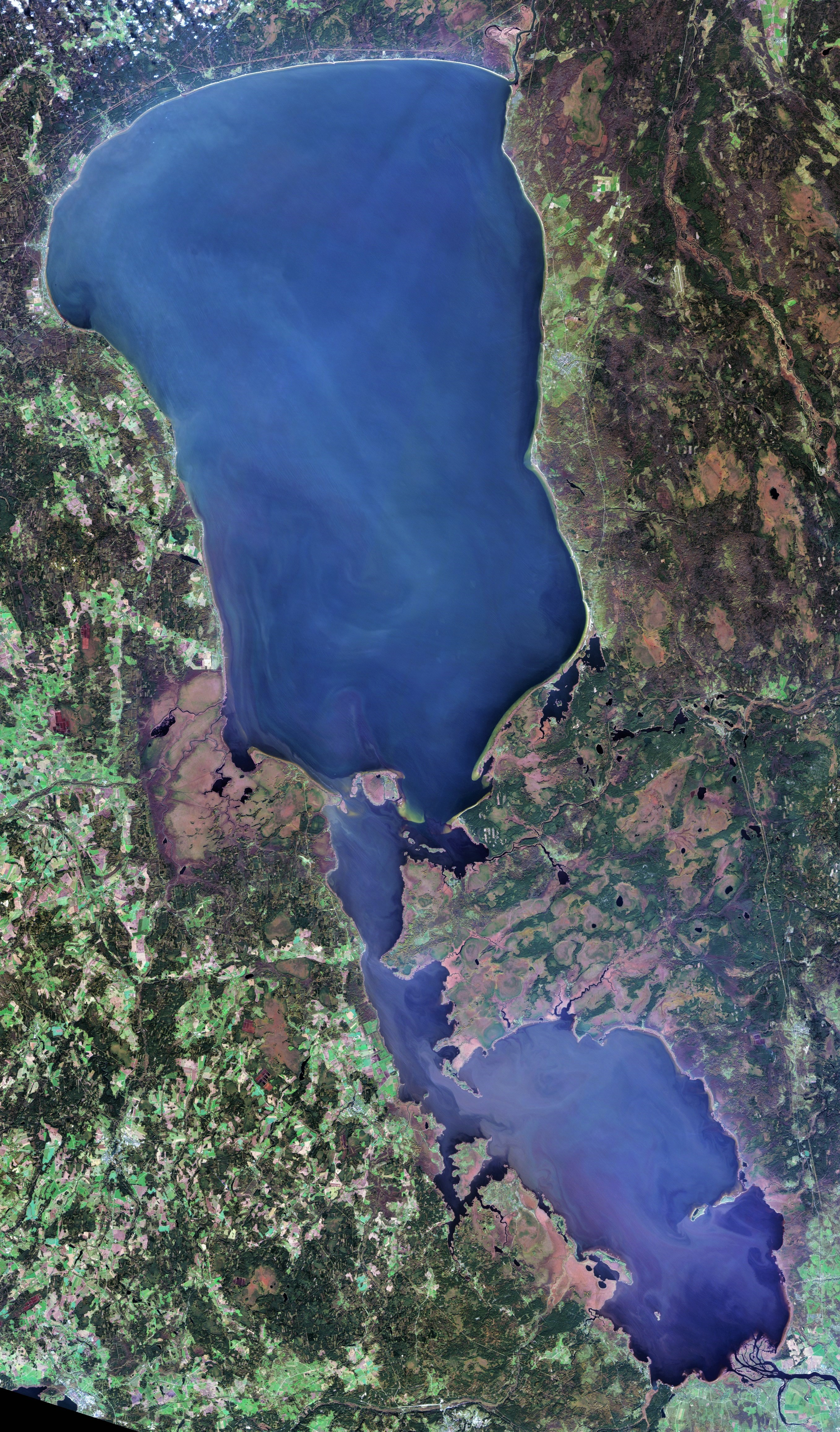
Satelitní snímek jezera

Břehy jsou převážně nízké, pokryté rašeliništi. Podél severovýchodního břehu se táhne písečná pláž, místy porostlá borovicemi. Zde jsou nejoblíbenější místa pro koupání, zvláště v písečných dunách a lesích mezi lázněmi Kauksi a Vasknarva na severu. Kromě lehce přístupného severního břehu není zbytek jezera moc turisticky využívaný.

## Dno
Dno je ploché a pokryté silnou vrstvou šedého jílu.

## Ostrovy
Na jezeře je mnoho ostrovů. Největší je Piirissaar, který leží v Čudském jezeře a patří Estonsku.

## Vodní režim
Do jezera ústí řeky Emajõgi, Võhandu, Velikaja a asi 30 dalších řek. Z jezera odtéká Narva do Finského zálivu. Nejvyšší úrovně dosahuje hladina obvykle uprostřed dubna až na začátku května. Rozsah kolísání je 3 m. Na jezeře se vyskytují velké vlny způsobené větrem. Tání na jaře způsobuje vzestup hladiny až o 1 m tzn. zvětšení plochy o 780 km², což zatopí řídce obydlenou pobřežní zónu.

## Vlastnosti vody
Díky malé hloubce dosahuje teplota vody v létě až 22 °C. Jezero zamrzá na konci listopadu nebo na začátku prosince. Maximální tloušťky ledu dosahuje v březnu (50-60 cm). Pskovské jezero a Teplé jezero rozmrzají dříve na konci dubna, Čudské jezero pak na začátku května.

## Fauna
Jezero je plné ryb, průměrný roční výlov je 11 000 tun. Hlavní zastoupené druhy jsou cejni, okouni, plotice, candáti, sízy a snětci.

## Využití

### Lodní doprava
Na jezeře je rozvinutá místní lodní doprava. Na pobřeží Teplého jezera stojí bílý maják Mehikoorma.

### Osídlení pobřeží
Největším městem na břehu je na jižním konci Pskov.